# Henry Fischer (Theologe)
Henry Fischer (* 13. Februar 1928 in Hamburg; † 8. Februar 1997 in Ahrensburg) war ein deutscher römisch-katholischer Theologe.

## Leben
Er studierte an der PTH Sankt Georgen (1947–1949) und Innsbruck (1949–1952/1956–1958), wo er 1952 das Lizenziat theol. erwarb und 1958 zum Dr. theol. promoviert wurde. Er wurde am 20. Dezember 1952 in Osnabrück geweiht. 1953 wurde er Kaplan in Maria Grün (Hamburg-Blankenese). 1955 war er Kaplan in St. Antonius (Hamburg). Er wurde 1958 Vikar in St. Joseph (Osnabrück). 1959 lehrte er als Religionslehrer und Rektor an der Sophie-Barat-Schule. 1960 übernahm er überpfarrliche Aufgaben und war für die kirchliche Rund- und Sehfunkarbeit in Hamburg zuständig. 1961 war Hamburger Stadt-Männerseelsorger. 1972 wurde er Direktor der Katholischen Akademie Hamburg. 1975 wurde Pfarrer am Kleinen Michel und Referent für theologische Fragen an der Akademie. Gleichzeitig wurde er als Direktor der katholischen Akademie entpflichtet. Paul VI. ernannte ihn 1974 zum Ehrenkaplan Seiner Heiligkeit. 1977 übernahm die Leitung der Fachschule für den kirchlichen Gemeindedienst in Hildesheim. Seit 1979 lehrte er als Professor für Pastoraltheologie am Priesterseminar Hildesheim. 1984 wurde er Programmdirektor im privaten Hörfunk Niedersachsen. 1985 wurde exkardiniert und in das Bistum Hildesheim inkardiniert. Seit 1992 war er Subsidiar am Maria Hilfe der Christen (Ahrensburg) und St. Michael (Bargteheide). 1994 wurde er Landesseelsorger der Malteser-Hilfsdiensts in Hamburg und Schleswig-Holstein.
Sein Nachlass (Morgenandachten, ungedruckte Manuskripte) befindet sich im Diözesanarchiv Hamburg.

## Schriften (Auswahl)
- Markus. Die Geschichte eines Jungen aus der Apostelzeit. Fredebeul & Koenen, Essen 1957, OCLC 73362498.
  - Markus. Die Geschichte eines Jungen aus der Apostelzeit. 2. veränderte Auflage, Christiana-Verlag, Stein am Rhein 1968, OCLC 79161633.
- Eucharistiekatechese und liturgische Erneuerung. Rückblick und Wegweisung. Patmos-Verlag, Düsseldorf 1959, OCLC 23272938, (zugleich Dissertation, Innsbruck 1958).
  - Santa Maria a Rosano (Übersetzung): Catechesi eucaristica e rinnovamento liturgico (= Collana Pastorale 2. Ministerium . Band 12). Ed. Paoline, Alba 1961, OCLC 72333266, (zugleich Dissertation, Innsbruck 1958).
- Das Buch von der heiligen Messe. Patmos-Verlag, Düsseldorf 1965, OCLC 73362494.
  - Rosemarie McManus (Übersetzung): Children's book of the Holy Mass. Helicon, Baltimore/Dublin 1965, OCLC 7856362.
- mit Norbert Greinacher und Ferdinand Klostermann: Die Gemeinde (= Pastorale. Handreichung für den pastoralen Dienst). Matthias-Grünewald-Verlag, Mainz 1970, OCLC 886963160.
  - mit Norbert Greinacher und Ferdinand Klostermann: Die Gemeinde (= Pastorale. Handreichung für den pastoralen Dienst). 2. Auflage, Matthias-Grünewald-Verlag, Mainz 1970.
  - mit Norbert Greinacher und Ferdinand Klostermann: Die Gemeinde (= Pastorale. Handreichung für den pastoralen Dienst). 3. Auflage, Matthias-Grünewald-Verlag, Mainz 1971, OCLC 81797238.
  - mit Norbert Greinacher und Ferdinand Klostermann: Die Gemeinde (= Pastoral-katechetische Hefte. Band 50,2). St. Benno-Verlag, Leipzig 1972, OCLC 879534488.
- Atempause. Texte nicht nur für Fromme. Bernward, Hildesheim 1983, ISBN 3-87065-281-0.
- Das Weihnachtspaket. Betrachtungen zum Weihnachtsfest. Bernward, Hildesheim 1983, ISBN 3-87065-280-2.
- Nur Mut Judit. Biblische Zumutungen. Bernward, Hildesheim 1985, ISBN 3-87065-344-2.
- als Herausgeber: Im Stall zu Betlehem. Ein Text- und Bastelheft für die Familie. Bernward, Hildesheim 1987, ISBN 3-87065-419-8.
- Alle Tage Montag. Texte für Werktags-Christen. Bernward, Hildesheim 1987, ISBN 3-87065-409-0.
- Fest der Freude. Betrachtungen zum Weihnachtsfest. Bernward, Hildesheim 1990, ISBN 3-87065-550-X.
- Zur Neugründung des Erzbistums Hamburg (= Hanse-Kirche. Band 1). Sator-Werbe-Verlag, Hamburg 1994, OCLC 832605239.
- Der erste Schritt des Erzbistums Hamburg (= Hanse-Kirche. Band 2). Sator-Werbe-Verlag, Hamburg 1995, OCLC 832605249.
- „Ich will mich aufreiben lassen für euch“. 100 Jahre Weihbischof Johannes von Rudloff. 24. Januar 1897 (= Jahresgabe des Vereins für Katholische Kirchengeschichte in Hamburg und Schleswig-Holstein 1997). Sator-Werbe-Verlag, Hamburg 1997, OCLC 258615586.
- Am Anfang schuf Gott das Ende. Über das Weiterleben nach dem Tod (= Topos-Taschenbücher. Band 265). Matthias-Grünewald-Verlag, Mainz 1997, ISBN 3-7867-2007-X.